# تاکشی سوئه‌دا
تاکه‌شی سوئه‌دا (انگلیسی: Ken Sueda؛ 1974 – ۲۶ سپتامبر ۲۰۰۷) کارگردان تلویزیونی اهل ژاپن بود.